# Strada statale 642 Camastra
La ex strada statale 642 Camastra (SS 642), era una strada statale italiana che avrebbe dovuto svilupparsi nella provincia di Agrigento.

## Storia
La strada statale 642 Camastra così come concepita e prima della sua realizzazione, venne istituita nel 1975 con il decreto del Ministro dei Lavori Pubblici del 28 luglio 1975 con il seguente percorso: "innesto S.S. n. 123 presso il km 16,000 (Campobello di Licata) - svincolo sulla S.S. n. 410 presso il km 19,700 - innesto con la S.S. n. 576 al km 5,424".
A seguito del decreto dell'8 luglio 1977, sempre del Ministro dei Lavori Pubblici, l'arteria venne declassificata prima che fossero iniziati i lavori di costruzione: nel documento si evince come la strada una volta ultimata sarebbe stata presa in consegna dalla provincia di Agrigento.
Di fatto del progetto non si fece più nulla e a tutt'oggi nessuna parte del tracciato è stata costruita.